# Chelonus miscellae
Chelonus miscellae är en stekelart som först beskrevs av Vladimir Ivanovich Tobias och Shaw 2005.  Chelonus miscellae ingår i släktet Chelonus och familjen bracksteklar. Inga underarter finns listade i Catalogue of Life.